# Les Pirates du diable
Pour plus de détails, voir Fiche technique et Distribution.
Les Pirates du diable (The Devil-Ship Pirates) est un film britannique réalisé par Don Sharp en 1964.

## Synopsis
En juillet 1588, l'Invincible Armada est mise en déroute par la flotte britannique sur la mer de la Manche. Le capitaine Robeles, un pirate espagnol qui s'était enrôlé avec son équipage au sein de l'Armada, décide d'aborder les côtes de Cornouailles afin de réparer son navire, durement touché. Il réquisitionne main-d'œuvre et nourriture dans un village proche, faisant croire à ses habitants que les Espagnols sont vainqueurs. Si le châtelain du village, Sir Basil, collabore pleinement, d'autres — comme Tom et son fils Harry — organisent la résistance.

## Fiche technique
- Titre : Les Pirates du diable
- Titre original : The Devil-Ship Pirates
- Réalisateur : Don Sharp
- Scénario : Jimmy Sangster
- Photographie : Michael Reed
- Musique : Gary Hughes
- Directeur artistique : Don Mingaye
- Décors de plateau : Bernard Robinson
- Costumes : Rosemary Burrows
- Montage : James Needs
- Producteur : Anthony Nelson Keys, pour la Hammer Film Productions[1]
- Distributeur aux États-Unis : Columbia Pictures
- Genre : Action, aventure et thriller
- Format : couleurs (Eastmancolor et MegaScope)
- Durée : 85 minutes
- Dates de sorties :  Royaume-Uni : 1964 /  États-Unis : mai 1964

## Distribution
- Christopher Lee  (VF : Jacques Beauchey) : le capitaine Robeles
- Andrew Keir (VF : Jean Violette) : Tom
- John Cairney : Harry, le fils de Tom
- Duncan Lamont (VF : René Arrieu) : le bosco
- Michael Ripper : Pepe
- Suzan Farmer (VF : Janine Freson) : Angela Smeeton
- Ernest Clark (VF : Bernard Dheran) : sir Basil Smeeton
- Natasha Pyne : Jane, fille de Tom
- Barry Warren (VF : Philippe Mareuil) : don Manuel
- Annette Whiteley : Meg
- Charles Houston (VF : Marcel Bozzuffi) : Antonio
- Philip Latham (VF : Jean Clarieux) : Miller
- Harry Locke : Bragg
- Leonard Fenton : Quintana
- Jack Rodney : Mandrake
- Barry Linehan (VF : Raymond Loyer)  : Gustavo
- Bruce Beeby : Pedro
- Michael Peake : Grande
- Johnny Briggs : Pablo
- Michael Newport : Smiler, un garçon
- Peter Howell : le vicaire Brown
- June Ellis : Mme Blake
- Joseph O'Conor (VF : Jacques Berthier) : don José

## DVD
- États-Unis :

Le film est sorti en Zone 1 NTSC dans un coffret.
- Icons of Adventure : The Devil-Ship Pirates (Coffret 2 DVD) (4 films) sorti le 10 juin 2008 chez Sony. Le film est présenté au format d'origine 2.35:1 panoramique anamorphique 16:9. L'audio est en anglais et français mono avec sous-titre anglais et français. Les copies ont été remastérisées. En supplément un commentaire audio du scénariste Jimmy Sangster, bande annonce originale, un dessin animé et le premier épisode du serial "The Great Adventures of Captain Kidd". ASIN B0016KCCCC